# Villers (Loire)
Villers é uma comuna francesa na região administrativa de Auvérnia-Ródano-Alpes, no departamento de Loire. Estende-se por uma área de 5,73 km². Em 2010 a comuna tinha 600 habitantes (densidade: 104,7 hab./km²).